# Podgórze (Braniewo)
Podgórze (deutsch Huntenberg) ist ein Ort in der polnischen Woiwodschaft Ermland-Masuren. Er gehört zur Landgemeinde Braniewo (Braunsberg) im Powiat Braniewski (Kreis Braunsberg).

## Geographische Lage
Podgórze liegt im Nordwesten der Woiwodschaft Ermland-Masuren, drei Kilometer westlich der Kreisstadt Braniewo (Braunsberg). 600 Meter südwestlich des Orts stand am Torfmoor ein Torfofen.

## Geschichte
Die Landgemeinde Huntenberg kam 1874 zum neu errichteten Amgtsbezirk Klenau im ostpreußischen Kreis Braunsberg, Regierungsbezirk Königsberg. Im Jahre 1910 waren in Huntenberg 94 Einwohner gemeldet.
Am 15. März 1913 fand ein Gebietsaustausch zwischen der Stadt Braunsberg und der Landgemeinde Huntenberg statt. Die Zahl der Einwohner Huntenbergs belief sich 1933 auf 93 und 1939 auf 107.
Nachdem 1945 in Kriegsfolge das gesamte südliche Ostpreußen zu Polen gekommen war, erhielt Huntenberg die polnische Namensform „Podgórze“. Das Dorf ist heute eine Ortschaft im Verbund der Gmina Braniewo (Landgemeinde Braunsberg) im Powiat Braniewski (Kreis Braunsberg), von 1975 bis 1998 der Woiwodschaft Elbląg, seither der Woiwodschaft Ermland-Masuren zugehörig. Im Jahre 2021 zählte Podgórze 93 Einwohner.

## Religion
Huntenberg und dann auch Pdogórze gehör(t)en zur römisch-katholischen Pfarrei Braniewo (Braunsberg), bis 1992 im Bistum Ermland, seither im Erzbistum Ermland. Bis 1945 war Huntenberg auch in die evangelische Kirche Braunsberg in der Kirchenprovinz Ostpreußen der Kirche der Altpreußischen Union eingepfarrt, ist heute jedoch der Diözese Masuren der Evangelisch-Augsburgischen Kirche in Polen zugeordnet.

## Verkehr
Podgórze liegt an einer Nebenstraße, die von Braniewo nach Klejnowo (Klenau) führt. Braniewo ist auch die nächste Bahnstation und liegt an den Bahnstrecken Olsztyn Gutkowo–Braniewo und Elbląg–Braniewo, wobei letztere jetzt nicht mehr befahren wird.